# Diecezja Harrisburga
Diecezja Harrisburga (łac. Dioecesis Harrisburgensis, ang. Diocese of Harrisburg) jest diecezją Kościoła rzymskokatolickiego w metropolii Filadelfii w Stanach Zjednoczonych. Swym zasięgiem obejmuje środkowo-wschodnią część stanu Pensylwania.

## Historia
Diecezja została kanonicznie erygowana 3 marca 1868 roku przez papieża Piusa IX. Wyodrębniono ją z diecezji Pittsburgh. Pierwszym ordynariuszem został kapłan archidiecezji Filadelfia Jeremiah Francis Shanahan (1834-1886). Trzynaście lat później biskupem Harrisburga został również jego młodszy brat John Walter Shanahan (1846-1916).

## Ordynariusze
- Jeremiah Francis Shanahan (1868–1886)
- Thomas McGovern (1888–1898)
- John Walter Shanahan (1899–1916)
- Philip Richard McDevitt (1916–1935)
- George Leo Leech (1935–1971)
- Joseph Thomas Daley (1971–1983)
- William Keeler (1983–1989)
- Nicholas Dattilo (1989–2004)
- Kevin Rhoades (2004–2009)
- Joseph McFadden (2010–2013)
- Ronald Gainer (2014–2023)
- Timothy Senior (od 2023)

## Bibliografia

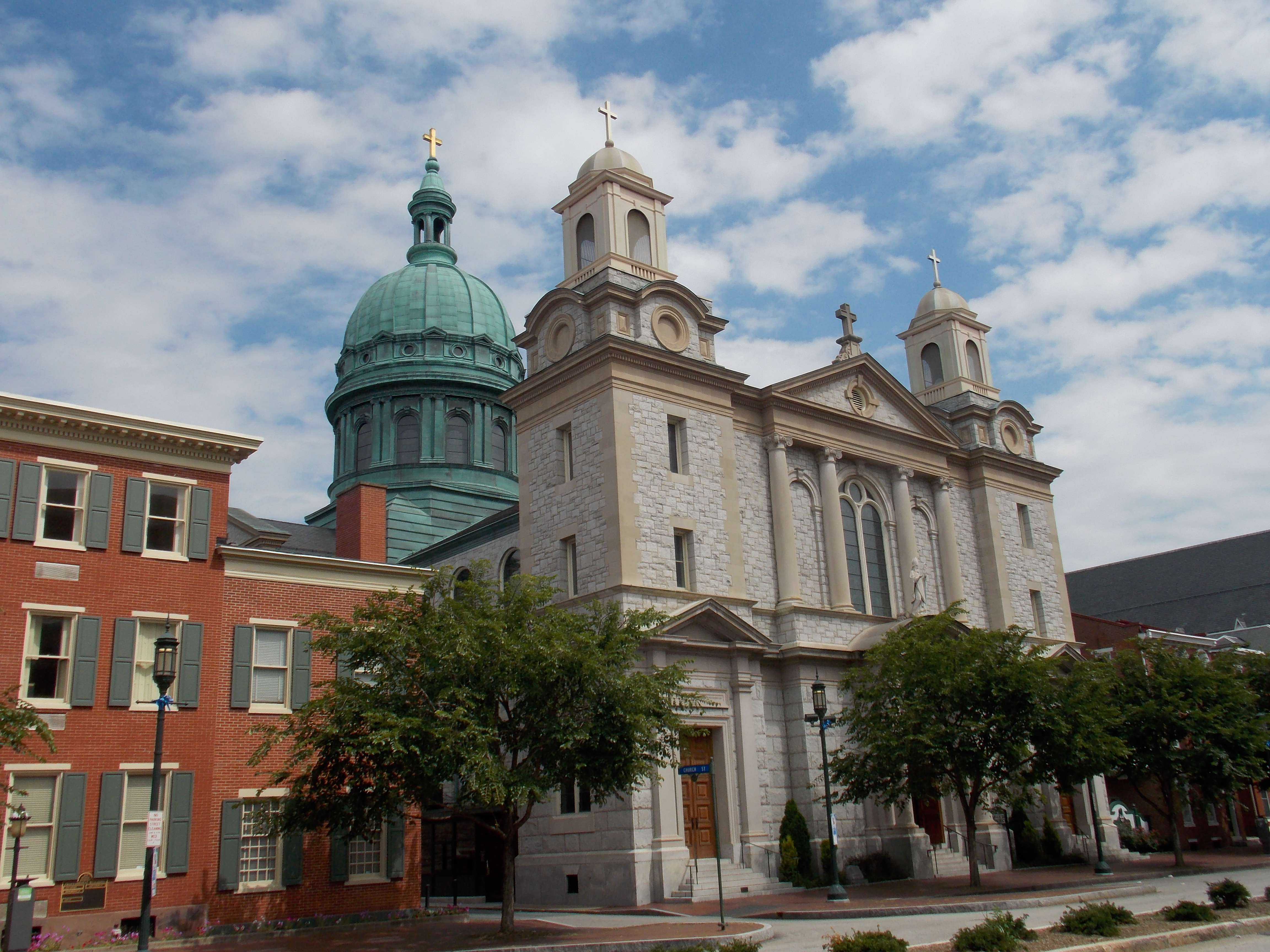
Katedra św. Patryka